# کیشادا
کیشادا (به پرتغالی: Quixadá) یک منطقهٔ مسکونی در برزیل است که در سئارا واقع شده‌است. کیشادا ۸۸٬۳۲۱ نفر جمعیت دارد.